# Робърт Грегъри Браун
Робърт Грегъри Браун (на английски: Robert Gregory Browne) е американски сценарист, музикант, драматург и писател на произведения в жанра трилър, научна фантастика, фентъзи, драма и документалистика. Пише и под съвместния псевдонима Едуард Фалън (на английски: Edward Fallon). В България е издаван и като Робърт Браун.

## Биография и творчество
Робърт Грегъри Браун е роден през 1955 г. в Сан Габриел, Калифорния, САЩ. На 11-годишна възраст се премества със семейството си в Хонолулу, Хавай. Вдъхновен от произведенията на Доналд Уестлейк, решава да бъде писател и пише ръкопис от 130 страници на комедиен трилър, който остава недовършен. Опитва да пише също сценарии за епизоди на популярните сериали „Досиетата Рокфорд“ и „Хари О“, както и други, но никой от тях не е приет. След това той насочва интереса си към музиката.
През 1990 г. отново се захваща с писане и завършва пълнометражния сценарий „Отлив“, който става един от победителите в конкурса за стипендии за сценаристи „Никъл“, програма спонсорирана от Академията за филмово изкуство и наука за амбициозните сценаристи във филмовата индустрия. Той е поканен в Холивуд, където работи в продължение на много години. В края на 90-те години работи с продуцента и писател Лари Броуди и е нает от Fox Kids като персонален сценарист за анимационното шоу Diabolik, базирано на известния италиански комикс. По-късно той и Броуди работят заедно по продукцията на „Марвел“, „Спайдър-Мен до краен предел“. В крайна сметка, обезсърчен от посоката, в която поема кариерата му, той решава да опита да пише романи.
Първият му роман „Целуни я за сбогом“ от поредицата „Четвъртото измерение“ е издаден през 2007 г. Алекс Гъндърсън е харизматичен, неуловим убиец, но следователят Джак Донован е по петите му години наред. При едно преследване загива съучастничката на Гъндърсън – Сара, която е бременна от него. Гневът на психопата Гъндърсън се насочва към дъщерята на Донован, която отвлича и затваря в ковчег с въздух, достатъчен само за 72 часа. Донован трябва да го хване бързо жив, защото само той знае къде е дъщеря му. През 2010 г. романът е екранизиран в телевизионния филм „Линията“ с участието на Дилън Уолш, Майкъл Рапапор, Сандрин Холт и Тери Кини.
През 2011 г. е издаден фентъзи трилърът му „Пътят към Рая“. По света растат случаите на мистериозно самозапалване и агент Бернадет Калахан разбира, че е изправена пред събития от свръхестествен характер. В помощ на разследването ѝ става ексцентричния историк Бати Лалори, който знае много за ангелите, демоните и отвъдното. Двамата попадат на следите на излизаща извън границите на реалното конспирация, а ключът за разгадаването ѝ се крие в текстове от Стария завет, Дяволската библия и „Изгубеният рай“ на Джон Милтън.
В периода 2012 – 2013 г. е издадена поредицата му трилъри „Съдебни маниаци“, които стават бестселъри на Amazon, а през 2013 г. е издадена поредицата трилъри „Александра По“ в съавторство с писателя Брет Батълс. Робърт Грегъри Браун е съосновател и творчески директор на компанията Braun Haus Media. Чрез своята компания издава поредицата „Бавно“ под псевдонима Едуард Фалън с други писатели. Член е на Асоциацията на Международните писатели на трилъри.
Той е и драматург и композитор на мюзикъла Dream that You Can Fly.
Робърт Грегъри Браун живее със семейството си в Охай, Калифорния, и в Хонолулу, Хавай.

## Произведения

### Като Робърт Грегъри Браун

#### Самостоятелни романи
- Down Among the Dead Men (2010) – издаден и като The Innocent Ones[1][2]
- The Paradise Prophecy (2011)
Пътят към Рая, изд.: ИК „Обсидиан“, София (2012), прев. Надежда Розова

#### Поредица „Четвъртото измерение“ (Fourth Dimension)
1. Kiss Her Goodbye (2007)[1][2][3]
Целуни я за сбогом, изд.: ИК „Бард“, София (2012), прев. Анна Христова
2. Whisper in the Dark (2008)
3. Kill Her Again (2009)

#### Поредица „Съдебни маниаци“ (Trial Junkies)
1. Trial Junkies (2012)[1][2]
2. Negligence (2013)

#### Поредица „Александра По“ (Alexandra Poe) – сБрет Батълс
1. Poe (2013)[1][2]
2. Takedown (2013)

#### Поредица „Джеферсън Шоу“ (Jefferson Shaw)
1. Double Negative (2021)[1]

#### Участие в общи серии с други писатели

##### Поредица „Началото на Полет 12“ (Flight 12 Begins)
3. Side Steal (2015)
от поредицата има още 4 романа от различни автори
Новели
Bottom Deal (2011)
Nothing But the Cold Wind (2012)
Speechless (2014)
Документалистика
Casting the Bones (2015)

### Като Едуард Фалън

#### Поредица „Бавно“ (Linger)
1. Dying Is a Wild Night (2015)
7. Journey of a Thousand Miles (2017)
от поредицата има още 5 романа от различни автори

### Екранизации
- 1997 Diabolik – тв сериал
- 2001 Спайдър-Мен до краен предел, Spider-Man Unlimited – тв сериал, 6 епизода
- 2010 The Line – тв филм, по романа „Целуни я за сбогом“